# 野上彰
野上彰（1966年3月13日—），日本職業摔角手與演員，目前效力於新日本職業摔角（NJPW）。妻子為女演員佐伯玲子

## 職業生涯
1984年進入新日本，隔年和橋本真也，武藤敬司，蝶野正洋一同出道。1989年和橋本搭檔挑戰IWGP雙打對抗長州力與飯塚孝之（飯塚高史）的搭檔組合，但不幸落敗。之後到歐洲遠征，
在WCW和獸神打了一場單打賽落敗，不過凱旋歸國後，挑戰當時的IWGP次重量級王者獸神成功。這也是他目前生涯唯一一次獲得此頭銜，但於同年輸掉此頭銜。
之後AKIRA轉換跑道開始參與重量級的抗爭，並且和馳浩搭檔參加WCW主辦的NWA世界雙打巡迴賽，在第一回戰中打敗了Headhunters。1993年和飯塚孝之搭檔組成了J.J.JACKS（另一成員為大武士），此團體於1995年解散。之後加入了由越中詩郎率領的平成維震軍。1998年左眼被橋本真也踢傷後，暫停了摔角事業以進行休養，也同時開始了演藝生涯。
1999年復歸和蝶野正洋，nWo Sting（Super J）敦福萊，麥克羅頓特同組TEAM2000，和武藤敬司率領的nWo Japan展開整整一年的抗爭。2000年轉回打次重量級，挑戰當時的IWGP JR王者田中稔失敗，2002年和金本浩二搭檔，挑戰當時的IWGP JR 雙打冠軍組合：獸神&田中稔。同年年底新日本次重量級重新編制，挑戰當時持有IWGP JR腰帶的金本浩二敗退，2003年和HEAT（田中稔）搭檔，隔年退出新日本，開始參戰全日本。04年挑戰KAZU HAYASHI的世界次重量級敗退，2006年挑戰近藤修司的世界次重量級，依舊敗下仗來，但其優異的節奏感及平衡感獲得了高度的評價，也開始參戰無我，Hustle。
野上彰有著很成功的演員事業，但依舊展現其速度平衡感技巧在摔角擂台上。其目前是由長州力率領的"LEGEND"的成員，並且和獸神雷霆萊卡共同擁有IWGP次重量級雙打冠軍腰帶。

## 招式
- 橋型飛龍原爆
- 龍捲腳
- 腳部四字固定
- Old Boy（STF&永田鎖三）
- 太空飛鼠身體撲擊

## 冠軍頭銜與成就
新日本職業摔角
- IWGP次重量級（一次）
- IWGP次重量級雙打（一次）

Wrestling New Classic
- WNC王座（一次）

WRESTLE-1
- WRESTLE-1雙打冠軍（一次）